# Aeropuerto Internacional de Cochín
El Aeropuerto Internacional de Cochin (IATA: COK, OACI: VOCI), también conocido como Aeropuerto Nedumbassery, está ubicado en Nedumbassery, cerca de Kochi (también conocido como Cochin), Kerala en la India. Es el aeropuerto más congestionado de Kerala en términos de tráfico doméstico e internacional.
Se trata del primer aeropuerto internacional de India convertido en empresa limitada y recibió inversiones de unas 10 000 empresas extranjeras de treinta países.

## Descripción
Construido con el estilo de arquitectura tradicional de Kerala, el aeropuerto es propiedad de Cochin International Airport Limited (CIAL), una compañía pública, liderada inicialmente por inversores no residentes en India, las principales empresas indias y un 13% estaba en manos del gobierno de Kerala. Este es el primer aeropuerto internacional de India construido con una minoría de participación (13%) del gobierno.

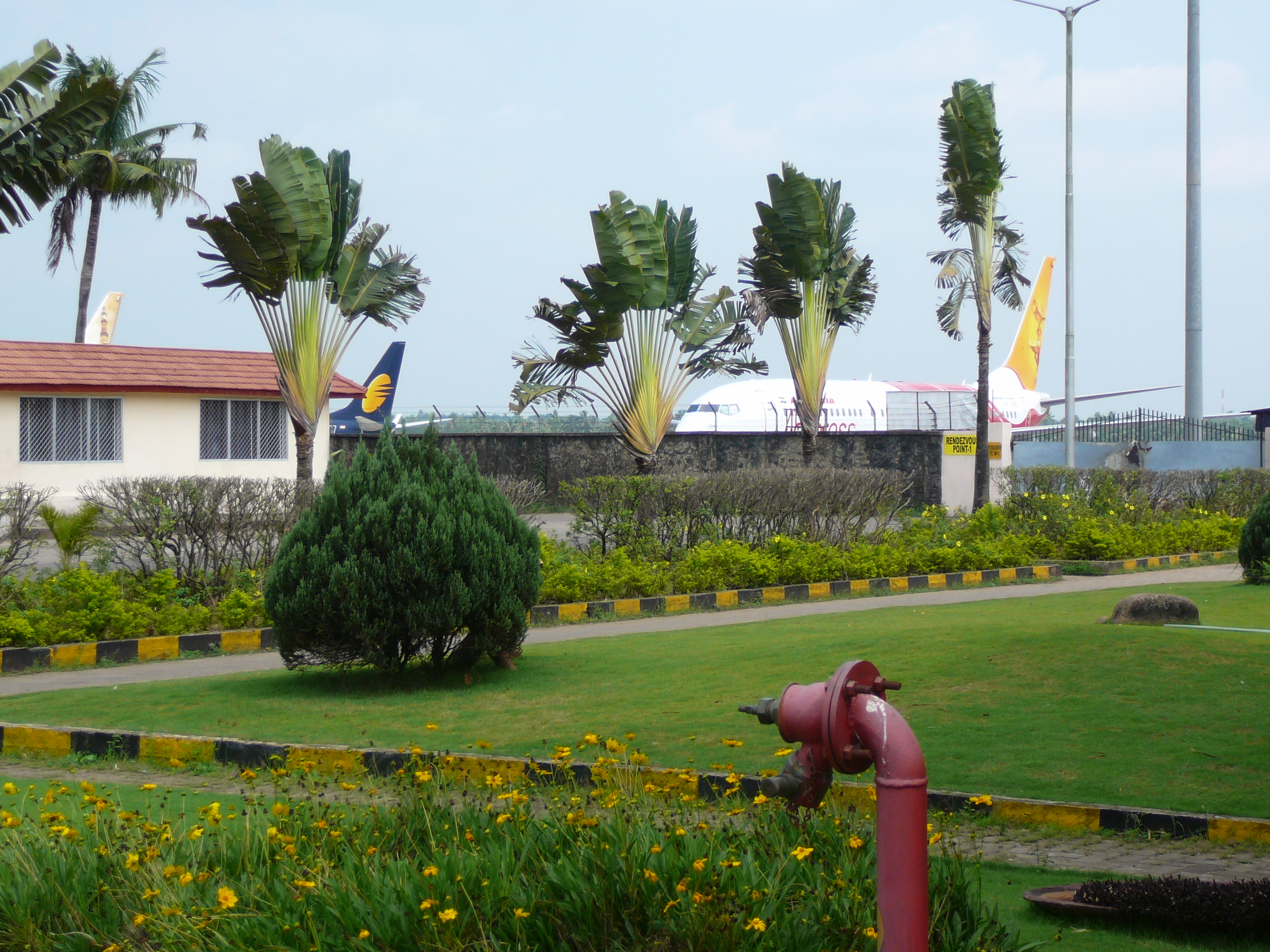
Aviones en el Aeropuerto Internacional de Cochin.

El aeropuerto se encuentra a unos 30 km de Kochi, y se puede llegar a él en taxi. Su ubicación cerca de la zona de turismo y disponibilidad de terreno libre para incrementar el crecimiento de la región. Esto ha contribuido a convertirlo en el aeropuerto más congestionado de Kerala.
Con una pista de 3.400 metros de largo, el aerolíneas es capaz de atender a cualquier tipo de avión actual. Es el cuarto aeropuerto más congestionado de India en términos de pasajeros internacionales (2.5 millones de pasajeros incluyendo tanto domésticos como internacionales de 2006-2007). Hay 464 vuelos de cabotaje y 314 vuelos internacionales en Kochi cada semana También existe una pista paralela de 3.400 metros. Las pistas se encuentran sobre los panchayats, o zonas de la administración local, de Nedumbasserry, Sreemoolanagaram y Kanjoor.
Kochi es actualmente uno de los pocos aeropuertos indios junto a Bombay, Delhi, Chennai, Bengaluru y Hyderabad que es capaz de atender al Airbus A380. Recientemente se ha inaugurado una nueva terminal internacional con tiendas "duty-free".
El coste total del proyecto del aeropuerto fue de 3150 millones de rupias (unos 68'5 millones de dólares). El aeropuerto dispone de una terminal doméstica y una internacional. El servicio de "handling" está ofrecido por Air India y el suministro de combustible por Bharat Petroleum Corporation Ltd.
La compañía propietaria del aeropuerto dispone de 200 km² para su desarrollo comercial. Existe un plan director, por valor de 35.000 millones de rupias (incluyendo la construcción de un campo de golf de dieciocho hoyos, un centro de negocios, un complejo hotelero, parques industriales y un centro logístico), desarrollado por CIAL para incrementar los ingresos.
El aeropuerto internacional de Cochin tiene vuelos internacionales directos a Abu Dhabi, Colombo, Dammam, Doha, Dubái, Kuwait, Mascate, Riad, Sharjah, y Singapur. Cuenta también con vuelos a Madrás (Chennai), Coimbatore, Delhi, Bombay, Goa, Agatti, Thiruvanathapuram, Hyderabad y Bangalore en el ámbito de vuelos de cabotaje.

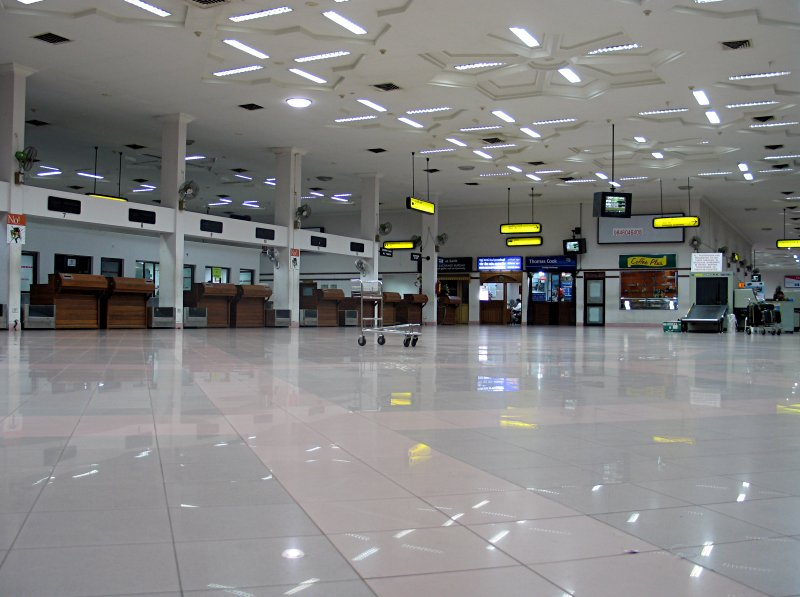
Mostradores de facturación en el aeropuerto de Cochin.

## Historia
- Octubre de 1991 - El gobierno estatal decidió crear un nuevo aeropuerto ampliando el aeropuerto naval ya existente.
- Marzo de 1993 - El ministerio de Aviación Civil aprobó el proyecto.
- 25 de mayo de 1999 - Inauguración oficial por K. R. Narayanan, entonces Presidente de India.
- 1 de junio de 1999 - Se trasladaron los vuelos de cabotaje desde el aeropuerto naval en la Isla Willingdon.
- 10 de junio de 1999 - Vuelo inaugural por Air India.
- 21 de junio de 1999 - Aterriza el primer Boeing 747.

## MDs de CIAL
- Sri V.J Kurian I.A.S (1994-1999)
- Sri.C Babu Rajeev IAS (2000-2002)
- Sri.V J Kurian IAS (2003-2006)
- Sri. S. Bharath I.R.S. (2006-2008)
- Dr. C.G Krishnadas Nair (2008-)

## Aerolíneas y destinos

### Destinos nacionales
Se ofrece servicio a las siguientes ciudades de India:
| Aerolíneas        | Destinos |
| ----------------- | --- |
| Air India         | Bombay, Delhi |
| Air India Express | Bangalore, Calcuta, Delhi, Hyderabad |
| Akasa Air         | Bangalore, Bombay |
| Alliance Air      | Agatti, Bangalore, Hyderabad, Salem |
| IndiGo            | Agatti (inicia 1 de mayo de 2024), Ahmedabad, Bangalore, Bombay, Chennai, Delhi, Goa–Dabolim, Hyderabad, Kannur, Kozhikode (inicia 1 de mayo de 2024), Pune, Thiruvananthapuram |
| SpiceJet          | Bombay, Chennai, Delhi, Hyderabad |
| Vistara           | Bangalore, Bombay, Delhi |

### Destinos internacionales
El aeropuerto de Cochín también cuenta con vuelos hacia los siguientes destinos fuera del país:
| Ciudades por países    | Nombre del aeropuerto                    | Aerolíneas                                                       | Aeronaves   | Frecuencias semanales |      |
| Asia                   | Asia                                     | Asia                                                             | Asia        | Asia                  | Asia |
| ---------------------- | ---------------------------------------- | ---------------------------------------------------------------- | ----------- | --------------------- | ---- |
| Arabia Saudita         |                                          |                                                                  |             |                       |      |
| Dammam                 | Aeropuerto Internacional Rey Fahd        | Air India Express                                                |             |                       |      |
| Riad                   | Aeropuerto Internacional Rey Khalid      | Air India Express Saudia                                         |             |                       |      |
| Yeda                   | Aeropuerto Internacional Rey Abdulaziz   | Saudia                                                           |             |                       |      |
| Baréin                 |                                          |                                                                  |             |                       |      |
| Manama                 | Aeropuerto Internacional de Baréin       | Air India Express Gulf Air IndiGo (reinicia 15 de junio de 2024) |             |                       |      |
| Catar                  |                                          |                                                                  |             |                       |      |
| Doha                   | Aeropuerto Internacional Hamad           | Air India Air India Express IndiGo Qatar Airways                 |             |                       |      |
| Emiratos Árabes Unidos |                                          |                                                                  |             |                       |      |
| Abu Dabi               | Aeropuerto Internacional de Abu Dabi     | Air Arabia Abu Dhabi Air India Express Etihad Airways IndiGo     | A32x        |                       |      |
| Dubái                  | Aeropuerto Internacional de Dubái        | Air India Air India Express Emirates Flydubai IndiGo SpiceJet    | B737        |                       |      |
| Sharjah                | Aeropuerto Internacional de Sharjah      | Air Arabia Air India Express                                     | A32x        |                       |      |
| Kuwait                 |                                          |                                                                  |             |                       |      |
| Ciudad de Kuwait       | Aeropuerto Internacional de Kuwait       | IndiGo Jazeera Airways Kuwait Airways                            | A32x        |                       |      |
| Malasia                |                                          |                                                                  |             |                       |      |
| Kuala Lumpur           | Aeropuerto Internacional de Kuala Lumpur | AirAsia Batik Air Malaysia Malaysia Airlines                     | A3xx        |                       |      |
| Maldivas               |                                          |                                                                  |             |                       |      |
| Malé                   | Aeropuerto Internacional de Malé         | IndiGo Maldivian                                                 |             |                       |      |
| Omán                   |                                          |                                                                  |             |                       |      |
| Mascate                | Aeropuerto Internacional de Mascate      | Air India Express IndiGo Oman Air                                | B7x7        |                       |      |
| Salalah                | Aeropuerto Internacional de Salalah      | Air India Express                                                |             |                       |      |
| Singapur               |                                          |                                                                  |             |                       |      |
| Singapur               | Aeropuerto Internacional Changi          | Singapore Airlines                                               |             |                       |      |
| Sri Lanka              |                                          |                                                                  |             |                       |      |
| Colombo                | Aeropuerto Internacional Bandaranaike    | SriLankan Airlines                                               | A3xx        |                       |      |
| Tailandia              |                                          |                                                                  |             |                       |      |
| Bangkok                | Aeropuerto Internacional Don Mueang      | Thai AirAsia Thai Lion Air                                       | A32x B737NG |                       |      |
| Bangkok                | Aeropuerto Internacional Suvarnabhumi    | Thai Airways                                                     |             |                       |      |
| Vietnam                |                                          |                                                                  |             |                       |      |
| Ciudad de Ho Chi Minh  | Aeropuerto Internacional de Tan Son Nhat | VietJet Air                                                      | A3xx        |                       |      |
| Europa                 |                                          |                                                                  |             |                       |      |
| Reino Unido            |                                          |                                                                  |             |                       |      |
| Londres                | Aeropuerto de Londres-Gatwick            | Air India                                                        |             |                       |      |

## Estadísticas
Ver fuente y consulta Wikidata.

## Imagen de Satélite
- Imagen de satélite del aeropuerto.